# A-270 (Rusland)
De A-270 is een federale autoweg in Rusland. Ten tijde van de Sovjet-Unie voerde de weg van Kiev via Charkov naar Sjachty, ten noorden van Rostov aan de Don. Momenteel is daar nog 33 kilometer van over in Rusland, van de Oekraïense grens naar Sjachty. Voor 2011 heette de weg M-19. In Oekraïne staat de weg bekend onder het nummer M03. 
De weg eindigt op een klaverblad met de =, de hoofdweg tussen Moskou en Rostov aan de Don. De weg is onderdeel van de E50.